# Rue du Four (Saint-Maur-des-Fossés)
Pour les articles homonymes, voir Rue du Four.
La rue du Four est une voie de communication de la ville de Saint-Maur-des-Fossés. C'est un des plus anciens chemins de la ville.

## Situation et accès
Elle rencontre notamment la rue Pasteur, la rue des Tournelles et l'avenue de Marinville. Sa desserte est assurée par la gare de Saint-Maur - Créteil.

## Origine du nom

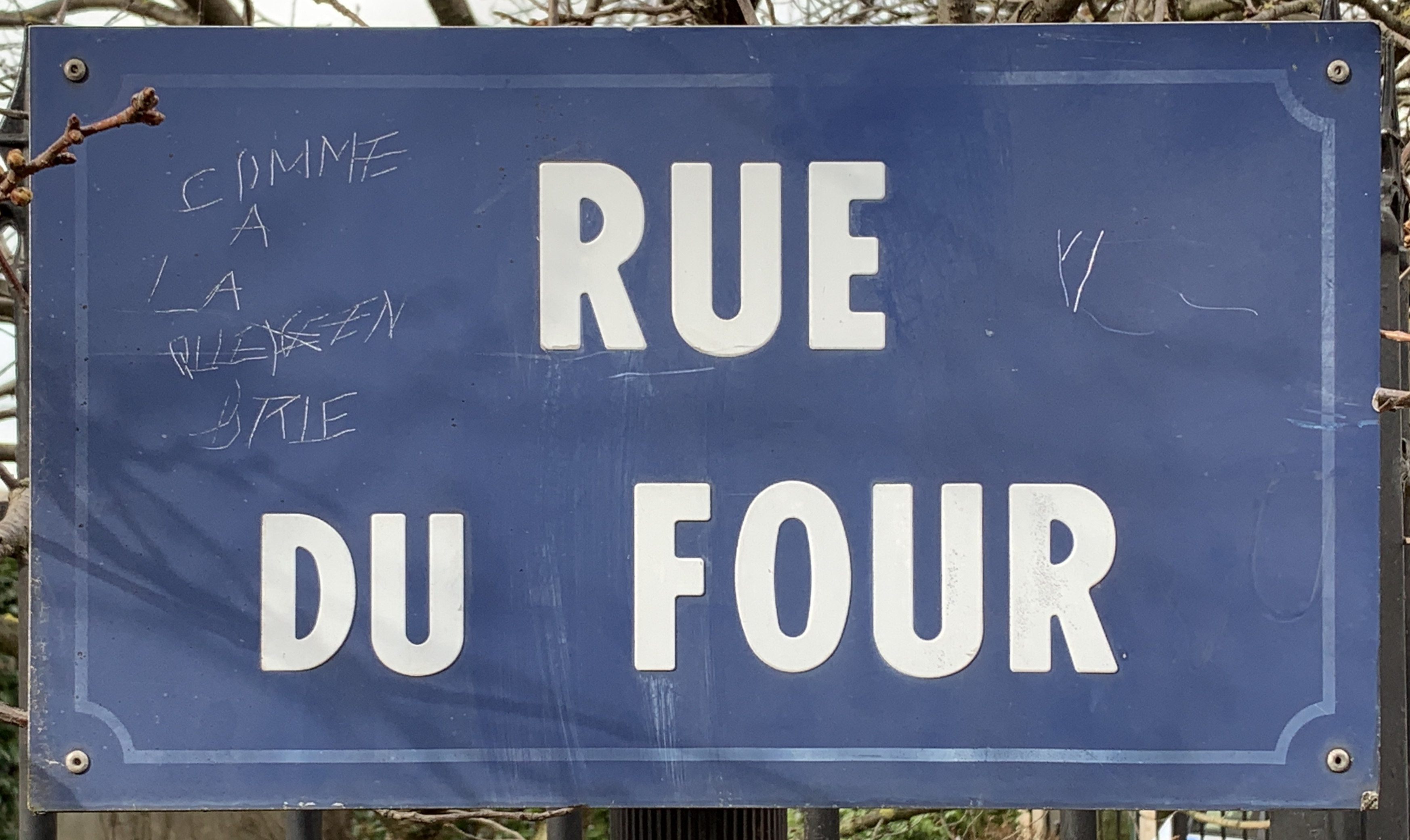
Plaque Rue du Four, février 2021.

Elle porte ce nom depuis 1682 au moins et, origine fréquente de cet odonyme, pourrait faire référence à un ancien four banal, four à pain mis à disposition des habitants par le seigneur local.

## Historique
Sous Charles VI, une confrérie de la Passion y représentait des Mystères.
En 1697, la terre de la baronnie de Saint-Maur fut donnée par le prince de Condé à son fils Louis III de Bourbon-Condé. L'acte de donation mentionne un four banal que rappelle le nom de cette rue. Ce four était destiné aux habitants, contre redevance, pour y faire cuire leur pain.
Elle a été représentée sur une toile du peintre Adrien Lemaître, Rue du Four à St Maurs.

## Bâtiments remarquables et lieux de mémoire

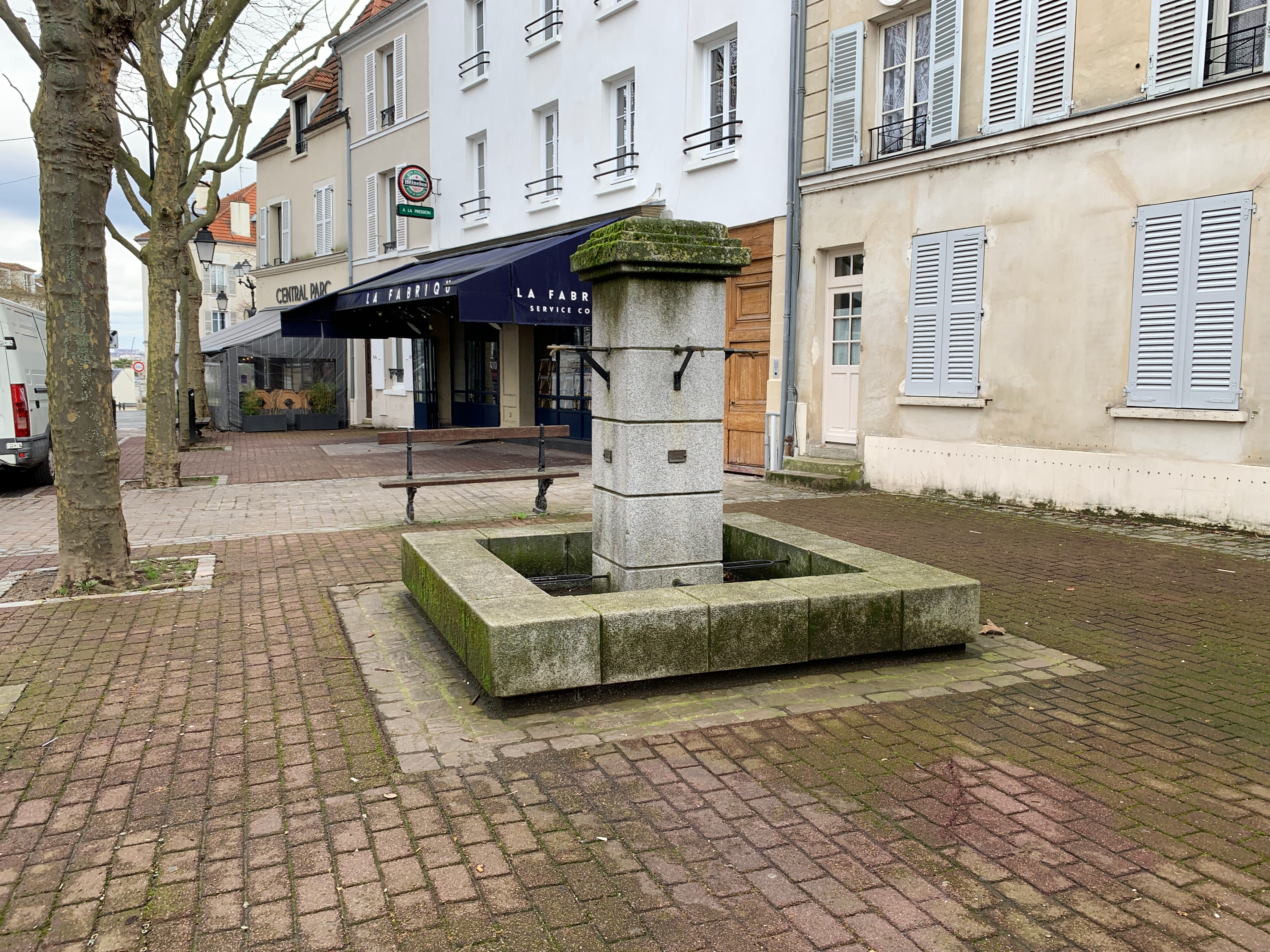
La fontaine de la rue du Four.

- Église Saint-Nicolas de Saint-Maur-des-Fossés, datant du XIIIe siècle[5].
- Au no 13, une maison datant de la fin XIXe siècle, recensée à l'inventaire général du patrimoine culturel[6].
- Au no 36, remise à carrosses de l'ancien Hôtel du Petit-Bourbon, qui se trouvait rue Mahieu. Cette bâtisse construite vers 1690 par Pierre Bullet est aujourd'hui disparue[7].
- Fontaine de la rue du Four.
- Le baron Étienne-Jules Cousin de Marinville, maire de la ville, y demeura en 1830[8].